# Francisco López Rubio
Francisco López Rubio (Motril, 1895-Madrid, 1965), fou un dibuixant i historietista espanyol. Era el germà de l'escriptor José López Rubio. Gran amic de K-Hito, va col·laborar en moltes revistes satíriques madrilenyes, entre les quals destaquen Buen Humor, Macaco, Muchas gracias, Gente Menuda.